# Renan Lodi
Pour les articles homonymes, voir Lodi (homonymie).
Renan Augusto Lodi dos Santos dit Renan Lodi, né le 8 avril 1998 à Serrana au Brésil, est un footballeur international brésilien qui évolue au poste d'arrière gauche à Al-Hilal.

## Biographie

### Atlético Paranaense (2016-2019)
Né à Serrana au Brésil, Renan Lodi est formé à partir de 2012 par le club de l'Atlético Paranaense. Il joue son premier match en professionnel le 13 octobre 2016, face à Grêmio Porto Alegre, dans le championnat brésilien. Titulaire ce jour-là, son équipe s'incline sur le score de un but à zéro.
Le 10 août 2018, Renan Lodi prolonge son contrat avec son club formateur jusqu'en 2022.
Il inscrit son premier but en professionnel le 14 octobre 2018, lors d'un match de Copa Sudamericana face au Caracas FC. Renan Lodi est titularisé lors de cette rencontre, et donne la victoire à son équipe en marquant le second but (2-1).

### Atlético de Madrid (2019-2023)

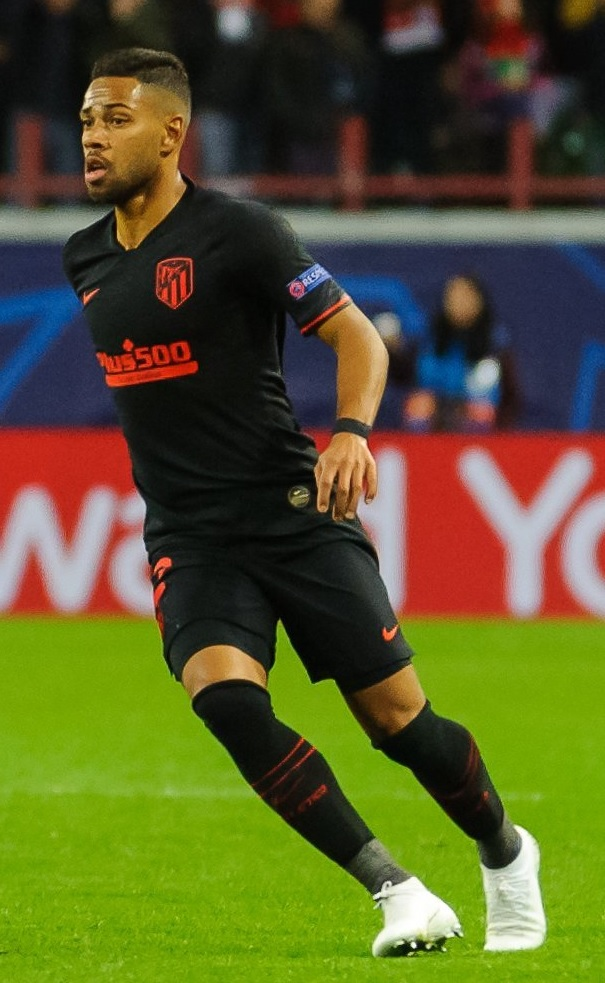
Renan Lodi joue à l'Atlético Madrid en octobre 2019

Le 7 juillet 2019, Renan Lodi rejoint l'Europe et l'Espagne, en signant un contrat de six ans avec l'Atlético de Madrid, le montant du transfert est estimé à 20 millions d'euros. Il joue son premier match pour le club le 18 août 2019 face au Getafe CF, lors de la première journée de la saison 2019-2020 de Liga. Titulaire ce jour-là, Lodi se fait expulser après avoir écopé d'un second carton jaune. Malgré cela l'Atlético parvient à s'imposer (1-0).
Le 15 mars 2022, Renan Lodi inscrit son premier but en Ligue des champions, lors d'un huitièmes de finale retour contre Manchester United. Le brésilien donne la victoire aux siens en marquant le seul but de la partie et permet à l'Atlético de se qualifier pour les quarts de finale de la compétition.

### Nottingham Forest (2022-2023)
Le 29 août 2022, Renan Lodi rejoint Nottingham Forest sous la forme d'un prêt d'une saison avec option d'achat.

### Olympique de Marseille (2023-2024)
Le 14 juillet 2023, l'Olympique de Marseille confirme que le club est parvenu à un accord pour acquérir Renan Lodi en provenance de l'Atlético Madrid, ayant déjà acquis l'accord de l'arrière gauche brésilien, pour une indemnité de transfert de 13 millions d'euros et une clause de revente de 20 %.
Lodi joue son premier match pour l'OM le 9 août 2023, à l'occasion d'une rencontre qualificative pour la phase de groupe de la Ligue des champions 2023-2024 face au Panathinaïkós. Il est titularisé et son équipe est battue par un but à zéro.

### Al-Hilal (depuis 2024)
Au mercato hivernal 2023-2024, il signe pour le club saoudien d'Al-Hilal pour 23 millions d'euros.
Lodi marque son premier but pour Al-Hilal le 28 septembre 2024 contre Al-Kholood Club, en championnat. Il est titularisé et son équipe s'impose par quatre buts à deux.

### En sélection
Renan Lodi honore sa première sélection avec l'équipe nationale du Brésil, le 10 octobre 2019, à l'occasion d'un match amical face au Sénégal. Il entre en jeu à la place d'Alex Sandro ce jour-là et les deux équipes se neutralisent (1-1). Le 19 novembre 2019, pour sa quatrième apparition avec le maillot auriverde, Lodi délivre deux passes décisives lors de la victoire des siens en mach amical face à la Corée du Sud, contribuant ainsi à la victoire de son équipe (3-0).
Lodi est retenu dans la liste du sélectionneur Tite pour participer à la Copa América 2021.

## Statistiques
| Saison                | Club                     | Championnat           | Championnat | Championnat | Championnat | Coupe nationale | Coupe nationale | Coupe nationale | Coupe de la Ligue | Coupe de la Ligue | Coupe de la Ligue | Supercoupe | Supercoupe | Supercoupe | Compétition(s) continentale(s) | Compétition(s) continentale(s) | Compétition(s) continentale(s) | Compétition(s) continentale(s) | Recopa CONMEBOL | Recopa CONMEBOL | Recopa CONMEBOL | Ligue régionale | Ligue régionale | Ligue régionale | Autres compétitions | Autres compétitions | Autres compétitions | Autres compétitions | Total | Total | Total |
| Saison                | Club                     | Division              | M.          | B.          | P.d.        | M.              | B.              | P.d.            | M.                | B.                | P.d.              | M.         | B.         | P.d.       | Comp.                          | M.                             | B.                             | P.d.                           | M.              | B.              | P.d.            | M.              | B.              | P.d.            | Comp.               | M.                  | B.                  | P.d.                | M.    | B.    | P.d.  |
| 2016                  | Atlético Paranaense      | Série A               | 3           | 0           | 0           | -               | -               | -               | -                 | -                 | -                 | -          | -          | -          | -                              | -                              | -                              | -                              | -               | -               | -               | -               | -               | -               | -                   | -                   | -                   | -                   | 3     | 0     | 0     |
| 2017                  | Atlético Paranaense      | Série A               | -           | -           | -           | -               | -               | -               | -                 | -                 | -                 | -          | -          | -          | -                              | -                              | -                              | -                              | -               | -               | -               | 7               | 0               | 0               | -                   | -                   | -                   | -                   | 7     | 0     | 0     |
| 2018                  | Atlético Paranaense      | Série A               | 24          | 0           | 3           | 1               | 0               | 0               | -                 | -                 | -                 | -          | -          | -          | CS                             | 12                             | 2                              | 3                              | -               | -               | -               | 11              | 1               | 0               | -                   | -                   | -                   | -                   | 48    | 3     | 6     |
| 2019                  | Atlético Paranaense      | Série A               | 3           | 0           | 0           | 1               | 0               | 0               | -                 | -                 | -                 | -          | -          | -          | CL                             | 6                              | 2                              | 1                              | 2               | 0               | 0               | -               | -               | -               | -                   | -                   | -                   | -                   | 12    | 2     | 1     |
| Sous-total            | Sous-total               | Sous-total            | 30          | 0           | 3           | 2               | 0               | 0               | -                 | -                 | -                 | -          | -          | -          | -                              | 18                             | 4                              | 4                              | 2               | 0               | 0               | 18              | 1               | 0               | -                   | -                   | -                   | -                   | 70    | 5     | 7     |
| 2019-2020             | Atlético Madrid          | Liga                  | 32          | 1           | 2           | -               | -               | -               | -                 | -                 | -                 | 2          | 0          | 0          | C1                             | 9                              | 0                              | 1                              | -               | -               | -               | -               | -               | -               | -                   | -                   | -                   | -                   | 43    | 1     | 3     |
| 2020-2021             | Atlético Madrid          | Liga                  | 23          | 1           | 2           | 2               | 0               | 0               | -                 | -                 | -                 | -          | -          | -          | C1                             | 8                              | 0                              | 0                              | -               | -               | -               | -               | -               | -               | -                   | -                   | -                   | -                   | 33    | 1     | 2     |
| 2021-2022             | Atlético Madrid          | Liga                  | 29          | 2           | 2           | 2               | 1               | 1               | -                 | -                 | -                 | 1          | 0          | 0          | C1                             | 10                             | 1                              | 2                              | -               | -               | -               | -               | -               | -               | -                   | -                   | -                   | -                   | 42    | 4     | 5     |
| Sous-total            | Sous-total               | Sous-total            | 84          | 4           | 6           | 4               | 1               | 1               | -                 | -                 | -                 | 3          | 0          | 0          | -                              | 27                             | 1                              | 3                              | -               | -               | -               | -               | -               | -               | -                   | -                   | -                   | -                   | 118   | 6     | 10    |
| 2022-2023             | Nottingham Forest (prêt) | Premier League        | 28          | 0           | 1           | 0               | 0               | 0               | 4                 | 1                 | 0                 | -          | -          | -          | -                              | -                              | -                              | -                              | -               | -               | -               | -               | -               | -               | -                   | -                   | -                   | -                   | 32    | 1     | 1     |
| 2023-2024             | Olympique de Marseille   | Ligue 1               | 14          | 0           | 0           | 1               | 0               | 0               | -                 | -                 | -                 | -          | -          | -          | C1+C3                          | 2+6                            | 0                              | 0                              | -               | -               | -               | -               | -               | -               | -                   | -                   | -                   | -                   | 23    | 0     | 0     |
| 2023-2024             | Al-Hilal FC              | Saudi Pro League      | 11          | 0           | 1           | 1               | 0               | 0               | -                 | -                 | -                 | 2          | 0          | 0          | -                              | -                              | -                              | -                              | -               | -               | -               | -               | -               | -               | -                   | -                   | -                   | -                   | 14    | 0     | 1     |
| 2024-2025             | Al-Hilal FC              | Saudi Pro League      | 24          | 3           | 7           | 2               | 0               | 0               | -                 | -                 | -                 | 2          | 0          | 0          | -                              | 9                              | 1                              | 2                              | -               | -               | -               | -               | -               | -               | CMC                 | 5                   | 0                   | 0                   | 42    | 4     | 9     |
| Sous-total            | Sous-total               | Sous-total            | 35          | 3           | 8           | 3               | 0               | 0               | -                 | -                 | -                 | 4          | 0          | 0          | -                              | 9                              | 1                              | 2                              | -               | -               | -               | -               | -               | -               | -                   | 5                   | 0                   | 0                   | 56    | 4     | 10    |
| Total sur la carrière | Total sur la carrière    | Total sur la carrière | 190         | 7           | 18          | 10              | 1               | 1               | 4                 | 1                 | 0                 | 7          | 0          | 0          | -                              | 62                             | 6                              | 9                              | 2               | 0               | 0               | 18              | 1               | 0               | -                   | 5                   | 0                   | 0                   | 298   | 16    | 28    |

## En sélection nationale
| Saison                | Sélection             | Phases finales        | Phases finales | Phases finales | Phases finales | Éliminatoires CDM | Éliminatoires CDM | Éliminatoires CDM | Matchs amicaux | Matchs amicaux | Matchs amicaux | Total | Total | Total |
| Saison                | Sélection             | Compétition           | M              | B              | Pd             | M                 | B                 | Pd                | M              | B              | Pd             | M     | B     | Pd    |
| --------------------- | --------------------- | --------------------- | -------------- | -------------- | -------------- | ----------------- | ----------------- | ----------------- | -------------- | -------------- | -------------- | ----- | ----- | ----- |
| 2019-2020             | Brésil                | -                     | -              | -              | -              | -                 | -                 | -                 | 4              | 0              | 2              | 4     | 0     | 2     |
| 2020-2021             | Brésil                | Copa América 2020     | 7              | 0              | 1              | 4                 | 0                 | 2                 | -              | -              | -              | 11    | 0     | 3     |
| 2021-2022             | Brésil                | -                     | -              | -              | -              | 0                 | 0                 | 0                 | -              | -              | -              | 0     | 0     | 0     |
| 2022-2023             | Brésil                | Coupe du monde 2022   | -              | -              | -              | -                 | -                 | -                 | 1              | 0              | 0              | 1     | 0     | 0     |
| 2023-2024             | Brésil                | Copa América 2024     | -              | -              | -              | 3                 | 0                 | 0                 | -              | -              | -              | 3     | 0     | 0     |
| Total sur la carrière | Total sur la carrière | Total sur la carrière | 7              | 0              | 1              | 7                 | 0                 | 2                 | 5              | 0              | 2              | 19    | 0     | 5     |

## Palmarès

### En club (7)
Athletico Paranaense (2)
- Vainqueur du Championnat du Paraná de football en 2018
- Vainqueur de la Copa Sudamericana en 2018

 Atlético Madrid (1)
- Champion d'Espagne en 2021
- Finaliste du la Supercoupe d'Espagne en 2020

 Al Hilal (4)
- Championnat d'Arabie saoudite : 2024
- Coupe du Roi des champions d'Arabie saoudite : 2024
- Supercoupe d'Arabie saoudite : 2023, 2024

### En sélection nationale
Brésil
- Finaliste de la Copa América en 2021

## Distinctions personnelles

### En club
- Atlético de Madrid
  - Homme du match du huitième de finale aller de la Ligue des champions contre Liverpool le 18 février 2020[19].